# 沙巴臭蛙
沙巴臭蛙（学名：Odorrana chapaensis）一种分布于越南北部及中国云南省等地区的两栖动物，隶属于蛙科臭蛙属。1987年，中国学者杨大同曾在云南河口发现命名一个新种大湍蛙（Amolops macrorhynchus），现被学术界认为是本种的同物异名。

## 形态特征
沙巴臭蛙雄蛙体81毫米左右，雌蛙体长92毫米左右。身体背部光滑，呈黑褐色或绿黄色，具有暗绿色斑纹或为褐色斑纹；腹面为黄白色，具有浅褐色斑。